# Gräfsnäs
Gräfsnäs is een plaats in de gemeente Alingsås in het landschap Västergötland en de provincie Västra Götalands län in Zweden. De plaats heeft 387 inwoners (2005) en een oppervlakte van 82 hectare. De plaats is het begin en/of eindpunt van het smalspoor Anten - Gräfsnäs langs het Antenmeer. Betekenis: anten=zwaan, dus het zwanenmeer.

## Verkeer en vervoer
Bij de plaats loopt de Länsväg 190.